# Федеральное агентство по делам молодёжи

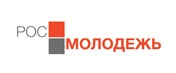
Эмблема Росмолодёжи в 2008—2016 годах

Федеральное агентство по делам молодёжи (Росмолодёжь) — федеральный орган исполнительной власти в России, осуществляющий функции по оказанию государственных услуг и управлению государственным имуществом в сфере государственной молодёжной политики, реализации (во взаимодействии с общественными организациями и движениями, представляющими интересы молодёжи) мероприятий, направленных на обеспечение здорового образа жизни молодёжи, нравственного и патриотического воспитания и на содействие реализации молодёжью своих профессиональных возможностей.

## Структура агентства
Организационный статус и правовые основы деятельности Федерального агентства по делам молодёжи закреплены в положении, утверждённом Постановлением Правительства Российской Федерации от 29 мая 2008 года № 409. До 21 мая 2012 года Федеральное агентство по делам молодёжи находилось в ведении Министерства спорта, туризма и молодёжной политики РФ. С 21 мая 2012 года по 15 мая 2018 находилось в подчинении Министерства образования и науки Российской Федерации, с 15 мая 2018 года — в подчинении Правительства Российской Федерации.

## Руководители агентства
- Якеменко, Василий Григорьевич — 2008—2012
- Белоконев, Сергей Юрьевич — 2012—2014
- Поспелов, Сергей Валерьевич — 2014—2016[2]
- Паламарчук, Алексей Григорьевич (врио) — с 7 октября 2016
- Бугаев, Александр Вячеславович — 21 марта 2017[3] — 16 мая 2021[4]
- Разуваева, Ксения Денисовна — 17 мая 2021[4] — 14 августа 2024[5]
- Аширов, Денис Валерьевич (врио) — 14 августа — 14 сентября 2024
- Гуров, Григорий Александрович — 14 сентября 2024 — н. в.[6]

## Федеральные программы
- «Ты — предприниматель» — федеральный проект развития молодёжного предпринимательства.
- «Территория смыслов» — Всероссийский молодёжный образовательный форум, созданный в 2015 году взамен ранее существовавшему форуму «Селигер».
- «Роспатриотцентр» — программа патриотического воспитания граждан на 2016—2020 годы. Предусматривает на 8 % увеличить долю россиян, гордящихся своей страной, на 10 % — числа призывников в армию. Повысить у детей и подростков «чувство гордости, глубокого уважения и почитания к символам государства — гербу, флагу, гимну, историческим символам и памятникам Отечества»[7].
- «Дневник Истории России»[8][9] — историко-патриотический проект. Ставит задачу популяризации знаний о событиях истории. Реализуется в интернете. Информация о проекте распространяется с помощью региональных центров патриотического воспитания федерального государственного бюджетного учреждения «Российский центр гражданского и патриотического воспитания детей и молодёжи» (ФБГУ «Роспатриотцентр»).
- Большая перемена — всероссийский конкурс школьников и студентов[10].

## Критика
С 2015 года в Крыму проводится всероссийский молодёжный форум «Таврида», организованный Роспатриотцентром. Известны случаи аннулирования шенгенских виз посетителей форума. Заявляется, что цель форума — поиск и открытие новых имён в различных областях искусства среди молодёжи. Форум посещают различные чиновники и представители власти, в основном от «Единой России». Иногда форум посещает Путин. Агентство не раз обвиняли в ангажированности и неэффективности. За 2019 год официальное количество вовлеченных в деятельность представителей молодёжи составляло всего 4 %. Организация форумов «Селигер» и «Таврида» сопровождалась многочисленными скандалами. Ряд экспертов отмечал, что целью агентства является формирование «провластного ядра» среди молодёжи России.